# Edgar Primault
Edgar Primault, né le 26 juillet 1893 à Courtelary et décédé le 2 mars 1971 à Berne, est un militaire et juriste suisse ayant présidé la Chambre suisse de l'horlogerie et ayant commandé les Forces aériennes suisses.

## Biographie
Né le 26 juillet 1893 à Courtelary, Edgar Primault est le fils de l'horloger et hôtelier Henri Primault. Son frère, Étienne Primault, est divisionnaire dans l'armée suisse,.
Après avoir été au gymnase à Berne, il effectue des études de droit aux universités de Berne et de Neuchâtel,. Pendant la Première Guerre mondiale, il sert dans le régime jurassien, d'abord comme lieutenant, puis comme premier-lieutenant en 1918,. Entré en 1920 à l'Office fédéral de l'air, il devient l'un des premiers pilotes de l'armée suisse,. Le 23 septembre 1920, il effectue le vol inaugural du nouvel Aéroport international de Genève,. En 1922, il est nommé, en 1922, le chef pilote,. En 1925, il entre à l'État-major général et est promu au grade de colonel le 31 décembre 1938,,.
La même année, tout en restant à l'État-major général, il quitte ses fonctions de chef pilote des Forces aériennes suisses pour prendre la présidence de l'Automobile-Club suisse qu'il conserve jusqu'en 1947,,. Il est aussi président de la Fédération routière suisse et de la Commission technique de la Fédération internationale de l'automobile. Il commande les troupes d'aviation de 1945 à 1947, puis est chef d'état-major des Forces aériennes suisses de 1948 à 1950, année où il quitte l'État-major général. Parallèlement, de 1945 à 1966, il est président de la Chambre suisse de l'horlogerie où il succède à Max Petitpierre, élu au Conseil fédéral,,. Il représente cette chambre au sein de l'Union suisse du commerce et de l'industrie, et préside l'Office suisse de l'expansion commerciale. De 1946 à 1968, il est membre, puis vice-président du conseil d'administration de Swissair,.